# Найшадхия
«Найшадхия» (санскр. Naishadhîya, то есть «эпопея о Нишадце») — древнеиндийская эпическая поэма о подвигах известного героя индийского эпоса, царя нишадов («нишадца») Наля, написанная, по преданию, Шри-Гаршей, философом-скептиком, жившим в XII веке.

## Другие названия
- Уттара-найшада-чарита (санскр. Uttara-naishada-carita = «победоносные подвиги Нишадца»)[1]

## Издания
Несколько изданий XIX века; из них лучшее — Пандита Сивадаты, с критическими и экзегетическими примечаниями (Бомбей, 1894).